# Informação assimétrica
Na teoria dos contratos e na economia, a assimetria de informações lida com o estudo de decisões em transações em que uma parte tem mais ou melhor informação do que a outra parte. Essa assimetria cria um desequilíbrio de poder nas transações, o que às vezes pode fazer com que as transações deem errado, um tipo de falha de mercado no pior dos casos. Exemplos desse problema são seleção adversa, risco moral e monopólios de conhecimento.
A assimetria de informações estende-se ao comportamento não econômico. Como as empresas privadas têm melhores informações do que os reguladores sobre as ações que elas tomariam na ausência de um regulamento, a eficácia de um regulamento pode ser prejudicada. A teoria das relações internacionais reconheceu que as guerras podem ser causadas por informações assimétricas  e que "a maioria das grandes guerras da era moderna resultou de líderes que calculam mal suas perspectivas de vitória".  Há informação assimétrica entre os líderes nacionais, escreveram Jackson e Morelli, quando há diferenças "no que eles sabem [ou seja, acreditam] sobre os armamentos uns dos outros, qualidade dos militares e táticas, determinação, geografia, clima político, ou mesmo apenas sobre a probabilidade relativa de diferentes resultados "ou onde eles têm" informações incompletas sobre as motivações de outros agentes".
As assimetrias de informação são estudadas no contexto de problemas entre o principal e o agente, onde são uma das principais causas de desinformação e são essenciais em todo processo de comunicação. A assimetria de informação está em contraste com a informação perfeita, que é uma suposição fundamental na economia neoclássica. Em 2001, o Prêmio Nobel de Economia foi concedido a George Akerlof, Michael Spence e Joseph E. Stiglitz por suas "análises de mercados com informação assimétrica".

## Modelos
Os modelos de assimetria de informação pressupõem que pelo menos uma das partes de uma transação possui informações relevantes, enquanto a(s) outra(s) não possui(em). Alguns modelos de informações assimétricas também podem ser usados em situações em que pelo menos uma das partes pode aplicar, ou efetivamente retaliar, violações de certas partes de um acordo, enquanto o(s) outro(s) não pode(m).
Em modelos de seleção adversa, a parte ignorante carece de informações ao negociar um entendimento ou contrato acordado com a transação, enquanto que, em risco moral, a parte ignorante não tem informações sobre o desempenho da transação acordada ou não tem a habilidade de retaliar a violação da transação. acordo. Um exemplo de seleção adversa é quando as pessoas de alto risco têm maior probabilidade de comprar seguro porque a seguradora não pode efetivamente discriminá-las, geralmente devido à falta de informações sobre o risco do indivíduo em particular, mas também por força da lei ou outras restrições. Um exemplo de risco moral é quando as pessoas são mais propensas a se comportar de forma imprudente após se tornarem seguradas, seja porque a seguradora não pode observar esse comportamento ou não pode efetivamente retaliar contra ele, por exemplo, ao não renovar o seguro.

## Seleção adversa
O artigo clássico sobre seleção adversa é "O Mercado de Limões", de George Akerlof, de 1970, que trouxe questões informacionais à frente da teoria econômica. Ele discute duas soluções principais para este problema, sinalização e triagem.

### Sinalização
Michael Spence originalmente propôs a ideia de sinalização. Ele propôs que, em uma situação com assimetria de informação, é possível que as pessoas sinalizem seu tipo, transferindo, assim, informações para a outra parte e resolvendo a assimetria.
Essa ideia foi originalmente estudada no contexto de correspondência no mercado de trabalho. Um empregador está interessado em contratar um novo funcionário que seja "qualificado para aprender". Naturalmente, todos os funcionários em perspectiva alegarão ser "hábeis em aprender", mas só eles sabem se realmente são. Esta é uma assimetria de informação.
Spence propõe, por exemplo, que ir para a faculdade possa funcionar como um sinal confiável de uma capacidade de aprender. Assumindo que as pessoas que são hábeis em aprender podem terminar a faculdade com mais facilidade do que as que não são especializadas, então, ao terminar a faculdade, as pessoas qualificadas sinalizam suas habilidades para possíveis empregadores. Não importa quanto ou quão pouco tenham aprendido na faculdade ou o que estudaram, terminar as funções como um sinal de sua capacidade de aprender. No entanto, o término da faculdade pode funcionar apenas como um sinal de sua capacidade de pagar pela faculdade, pode sinalizar a disposição dos indivíduos de aderir a pontos de vista ortodoxos, ou pode sinalizar uma disposição para cumprir a autoridade.

### Triagem
Joseph E. Stiglitz foi pioneiro na teoria do rastreamento. Dessa forma, a parte menos informada pode induzir a outra parte a revelar suas informações. Eles podem fornecer um menu de escolhas de tal forma que a escolha depende da informação privada da outra parte.
Exemplos de situações em que o vendedor geralmente tem informações melhores do que o comprador são numerosos, mas incluem vendedores de carros usados, corretores de hipotecas e originadores de empréstimos, corretores e corretores de imóveis.
Exemplos de situações em que o comprador geralmente tem informações melhores do que o vendedor incluem a venda de imóveis conforme especificado em uma última vontade e testamento, seguro de vida ou vendas de peças de arte antigas sem avaliação prévia profissional de seu valor. Esta situação foi descrita pela primeira vez por Kenneth J. Arrow em um artigo sobre cuidados de saúde em 1963.
George Akerlof, do The Market for Lemons: Quality Uncertainty and the Market Mechanism observa que, em tal mercado, o valor médio da commodity tende a diminuir, mesmo para aqueles de qualidade perfeitamente boa. Por causa da assimetria de informação, vendedores inescrupulosos podem " falsificar " itens (como produtos de réplica, como relógios) e defraudar o comprador. Como resultado, muitas pessoas não estão dispostas a arriscar-se a evitar certos tipos de compras, ou não gastarão tanto para um determinado item. Akerlof demonstra que é até mesmo possível que o mercado decaia ao ponto de não-existência.

## Aplicação em pesquisa
Desde as contribuições seminais de Akerlof, Spence e Stiglitz, os efeitos generalizados da assimetria informacional nos mercados foram documentados e estudados em numerosos contextos. Em particular, uma parte substancial da pesquisa no campo da contabilidade pode ser enquadrada em termos de assimetria de informação, uma vez que a contabilidade envolve a transmissão de informações de uma empresa daqueles que a possuem para aqueles que precisam dela para a tomada de decisões. Da mesma forma, os economistas financeiros aplicam a assimetria de informação em estudos de participantes do mercado financeiro informados de forma diferente (insiders, analistas de ações, investidores, etc.) ou no custo de financiamento para as IMFs. A assimetria de informação também tem algum uso na economia comportamental.

## Coleta de informações
A maioria dos modelos da teoria tradicional de contratos assume que a informação assimétrica é dada exogenamente. No entanto, alguns autores também estudaram modelos teóricos de contrato nos quais a informação assimétrica surge endogenamente, porque os agentes decidem se devem ou não coletar informações. Especificamente, Crémer e Khalil (1992) e Crémer, Khalil e Rochet (1998a) estudam os incentivos de um agente para adquirir informações privadas depois que um diretor oferece um contrato. Em um experimento de laboratório, Hoppe e Schmitz (2013) forneceram suporte empírico para a teoria. Diversos outros modelos foram desenvolvidos e estudam variantes dessa configuração. Por exemplo, quando o agente não coletou informações desde o início, faz diferença se ele aprende ou não as informações mais tarde, antes do início da produção? O que acontece se as informações puderem ser coletadas antes que um contrato seja oferecido? O que acontece se o principal observar a decisão do agente de adquirir informações? Por fim, a teoria foi aplicada em diversos contextos, como parcerias público-privadas e integração vertical.

## Efeito dos blogs
Os blogs em sites financeiros fornecem comunicação de baixo para cima entre investidores, analistas, jornalistas e acadêmicos, pois os blogs financeiros ajudam a evitar que as pessoas responsáveis retenham informações financeiras de sua empresa e do público em geral. Em comparação com formas tradicionais de mídia, como jornais e revistas, o blog oferece um local de fácil acesso para obter informações. Um estudo de 2013 feito por Saxton e Anker concluiu que a maior participação em sites de blogs de pessoas com credibilidade reduz a assimetria de informações entre as pessoas de dentro da empresa, além de reduzir o risco de insider trading.

## Assimetria de informação e inteligência artificial
Tshilidzi Marwala e Evan Hurwitz, em seu estudo da relação entre assimetria de informação e inteligência artificial, observaram que há menos nível de assimetria de informação entre dois agentes inteligentes artificiais do que entre dois agentes humanos. Assim, agentes inteligentes no mercado tornam os mercados mais eficientes. Além disso, observaram que, quanto mais agentes de compra e venda inteligentes artificiais existem no mercado, menor é o volume de negócios no mercado. Isso ocorre principalmente porque a assimetria de informação das percepções de valor dos bens e serviços é a base do comércio.